# 栃木県道335号西川田停車場運動公園線

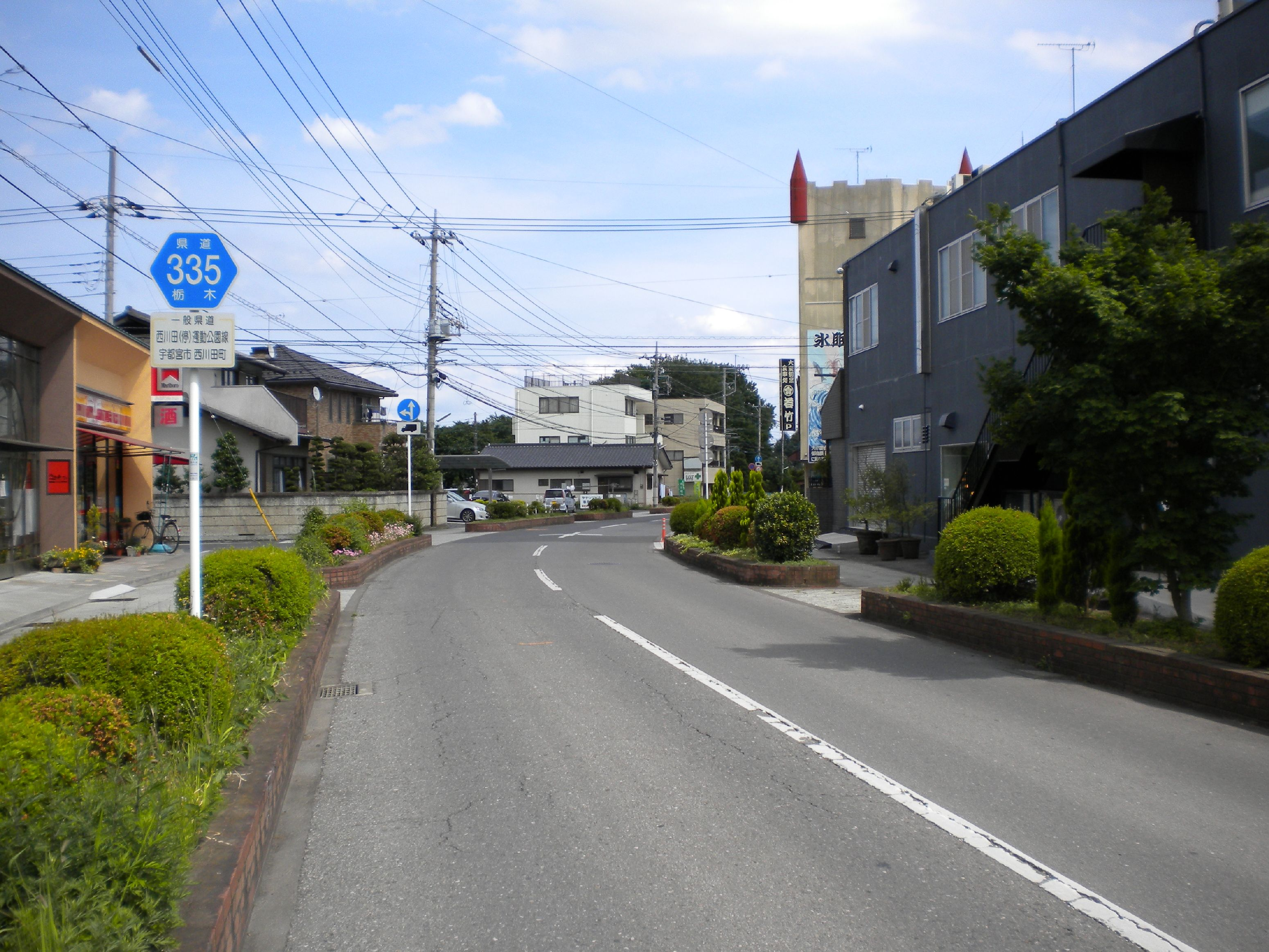
起点付近（2009年）

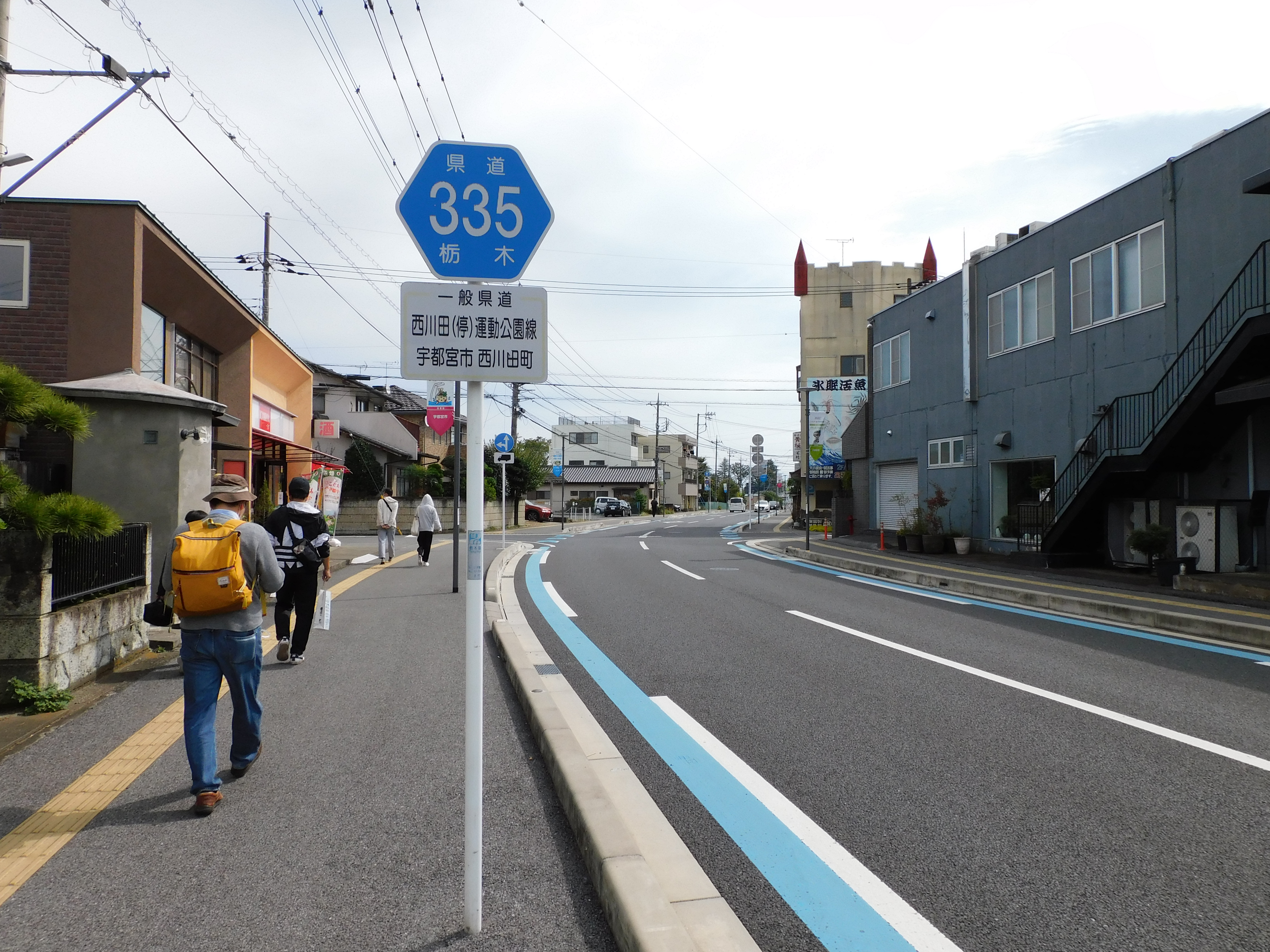
起点付近（2022年）
植え込みがなくなり、自転車通行帯が追加された。

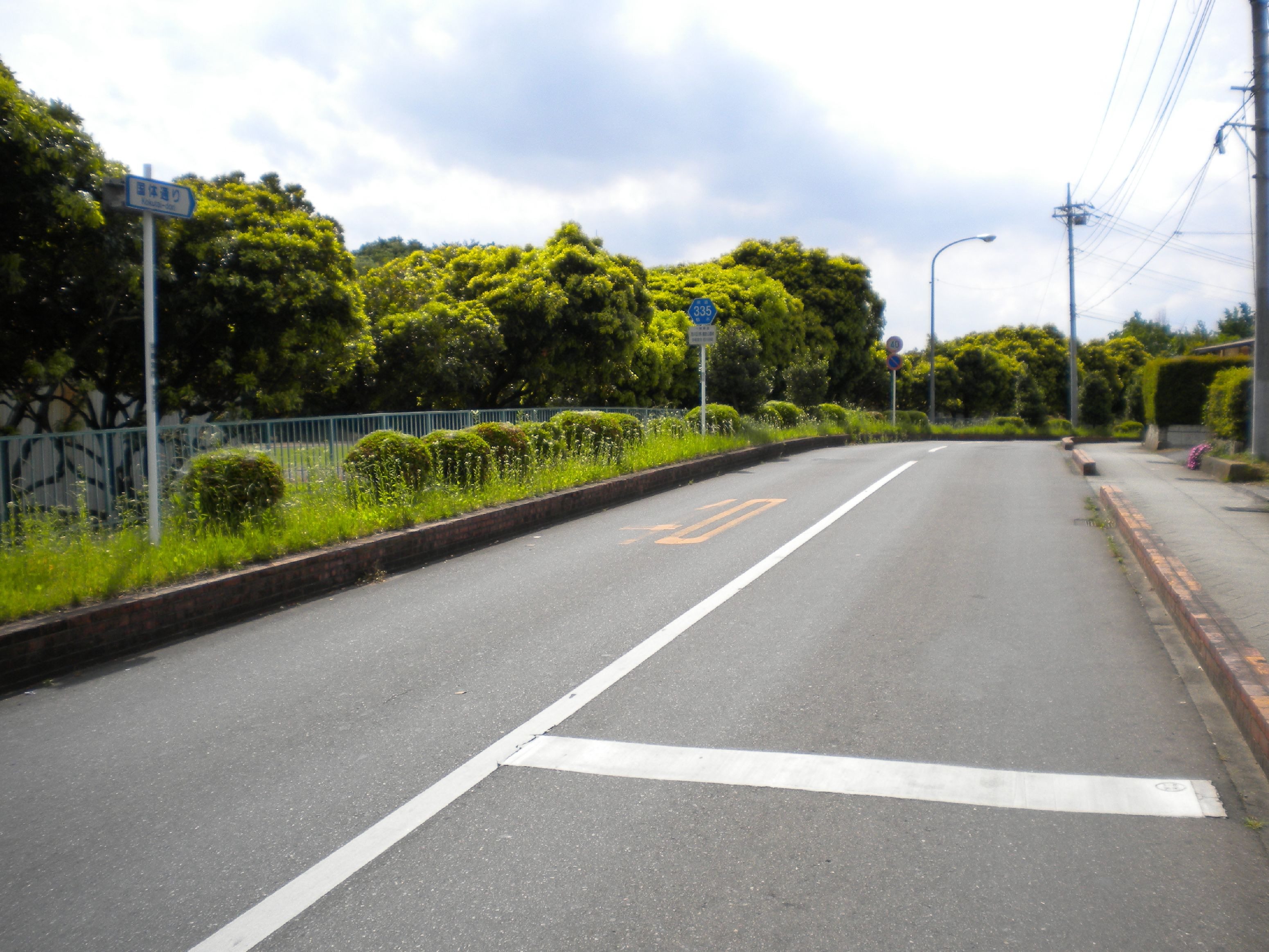
終点付近（2009年）

栃木県道335号西川田停車場運動公園線（とちぎけんどう335ごう にしかわだていしゃじょう うんどうこうえんせん）は、栃木県宇都宮市に位置する一般県道である。愛称は国体通り（こくたいどおり）。

## 概要
東武宇都宮線・西川田駅東口から栃木県総合運動公園の北西側入口までを連絡する道路。西川田駅東口にはバス停があるほか、西川田駅東口から東に約二百メートル方向に折返し用バス駐車場を備える関東自動車西川田東 バス停が位置しているが、駅東口から西川田東バス停に向かうバス路線は存在しておらず、駅東口から運動公園までの公共交通機関は無い。ただし、第77回国民体育大会（いちご一会とちぎ国体）に合わせ、2022年（令和4年）9月29日から10月11日まで、西川田駅 - 総合運動公園西間に自動運転バス（京セラ・trota）の路線が設定された。

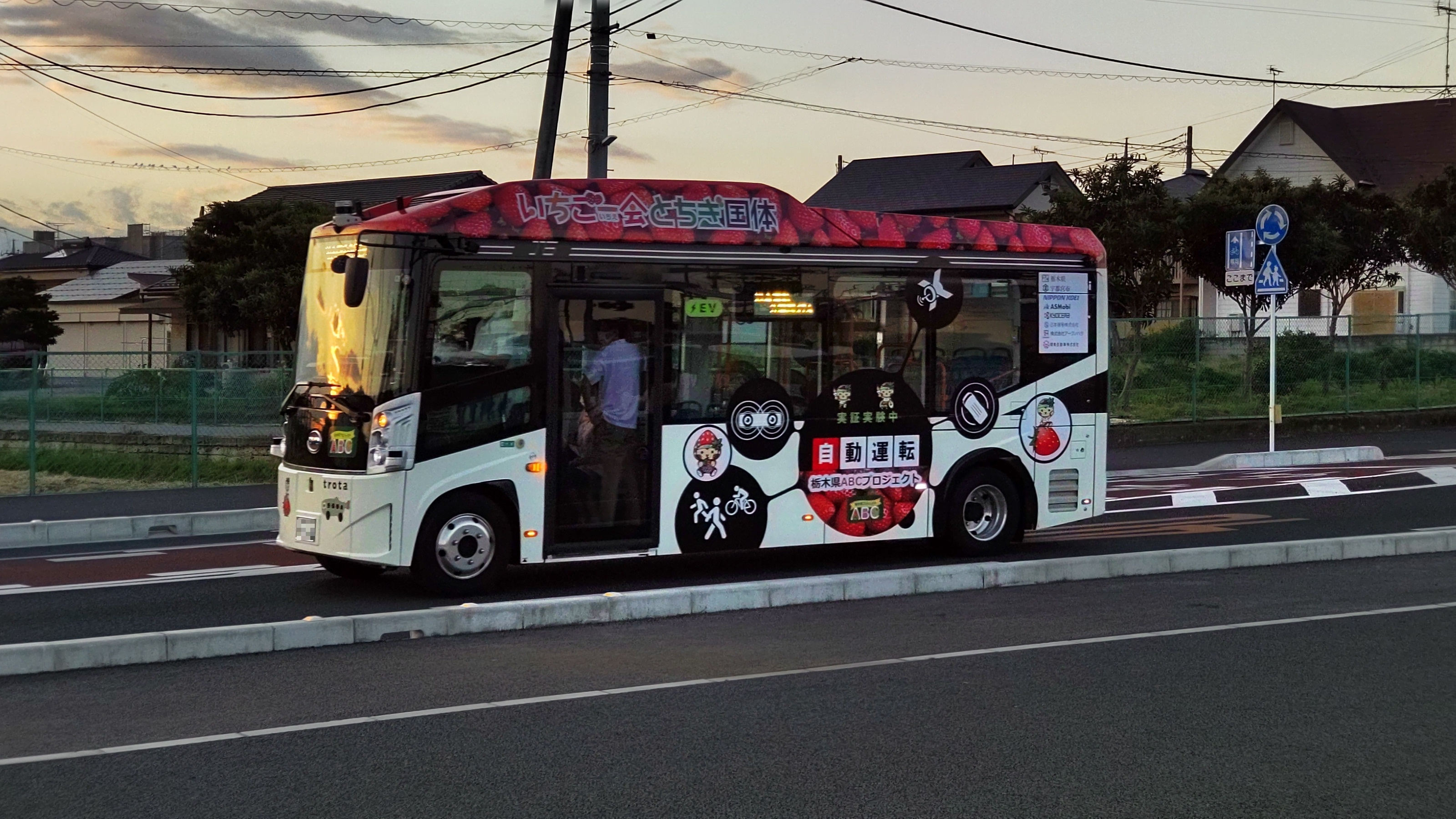
自動運転バス

## 路線データ
- 総延長：0.522km
- 実延長：0.522km
- 起点：栃木県宇都宮市西川田5丁目（西川田停車場）
- 終点：栃木県宇都宮市西川田4丁目（栃木県総合運動公園）
- 認定：1978年（昭和53年）11月21日

## 別名
国体通り
1980年（昭和55年）の第35回国民体育大会夏季大会が栃木県総合運動公園で実施され、本路線が運動公園へのアクセス道路となったことにちなむ。